# ماهی خال‌خالی چینی
ماهی خال‌خالی چینی (نام علمی: Chinese mackerel) نام یک گونه از تیره تون‌ماهیان است.